# Трюмплер 14
Трюмплер 14 (англ. Trumpler 14, номер по каталогу звёздных скоплений Р. Дж. Трюмплера, 1930) — рассеянное звёздное скопление диаметром 6 световых лет, расположенное во внутренней области Туманности Киля на расстоянии около 8000 световых лет от Солнца. Трюмплер 14 и Трюмплер 16 являются главными скоплениями звёздной ассоциации Киль OB1, крупнейшей звёздной ассоциации Туманности Киля. Однако, скопление Трюмплер 14 обладает не такой большой массой и размерами, как Трюмплер 16.
В скоплении Трюмплер 14 обнаружено более 2000 звёзд, оценка полной массы скопления составляет около 4 300 M{\displaystyle _{\odot }}.

## Возраст
Трюмплер 14 является одним из самых молодых известных рассеянных скоплений, по различным оценкам возраст составляет от 300 до 500 тысяч лет. Для сравнения, возраст массивного скопления R136 составляет от 1 до 2 миллионов лет,  возраст  Плеяд  достигает 115 миллионов лет.

## Объекты скопления
В настоящее время в скоплении происходит интенсивное звездообразование. В скоплении наблюдается большое количество массивных (массы более 10 M{\displaystyle _{\odot }}) горячих (20 000 K) звёзд спектральных классов от позднего O до раннего A. Объектом с наибольшей светимостью является HD 93129, тройная система, состоящая из звёзд спектрального класса O. Скопление также содержит звезду HD 93128, имеющую спектральный класс O3.5 V((fc))z и являющуюся молодой горячей звездой главной последовательности.

## Дальнейшая эволюция
Через несколько миллионов лет, по мере гибели звёзд, начнётся формирование богатых металлами звёзд; спустя несколько сотен миллионов лет скопление, вероятно, диссипирует.

## Галерея

Изображение звёздной ассоциации Киль OB1. Трюмплер 14 является массивным скоплением выше и правее центра.(ESO/T. Preibisch)
Изображение скопления Трюмплер 14, полученное на Very Large Telescope, является комбинацией изображений в фильтрах K и H. Угловой размер поля составляет около 2 минут дуги. (ESO/Sana)